# Художественная галерея Нового Южного Уэльса
Художественная галерея Нового Южного Уэльса (англ. Art Gallery of New South Wales, сокр. AGNSW) — художественная галерея, расположенная в Сиднее, Австралия; является самой большой в Сиднее и одной из крупнейших в Австралии.

## История
24 апреля 1871 года в Сиднее было созвано собрание, на котором создалась Академия художеств (Academy of Art), основной деятельностью которой 1872 по 1879 год была организация ежегодных художественных выставок. Коллекция художественно галереи сначала была размещена зале Clark’s Assembly Hall на улице Elizabeth Street, где была открыта для публики в пятницу и субботу в послеобеденное время. В 1879 году коллекция была перемещена в деревянную пристройку Garden Palace, построенному для Сиднейской международной выставки и официально открыта как Художественная галерея Нового Южного Уэльса. Её первым директором стал Eliezer Montefiore.

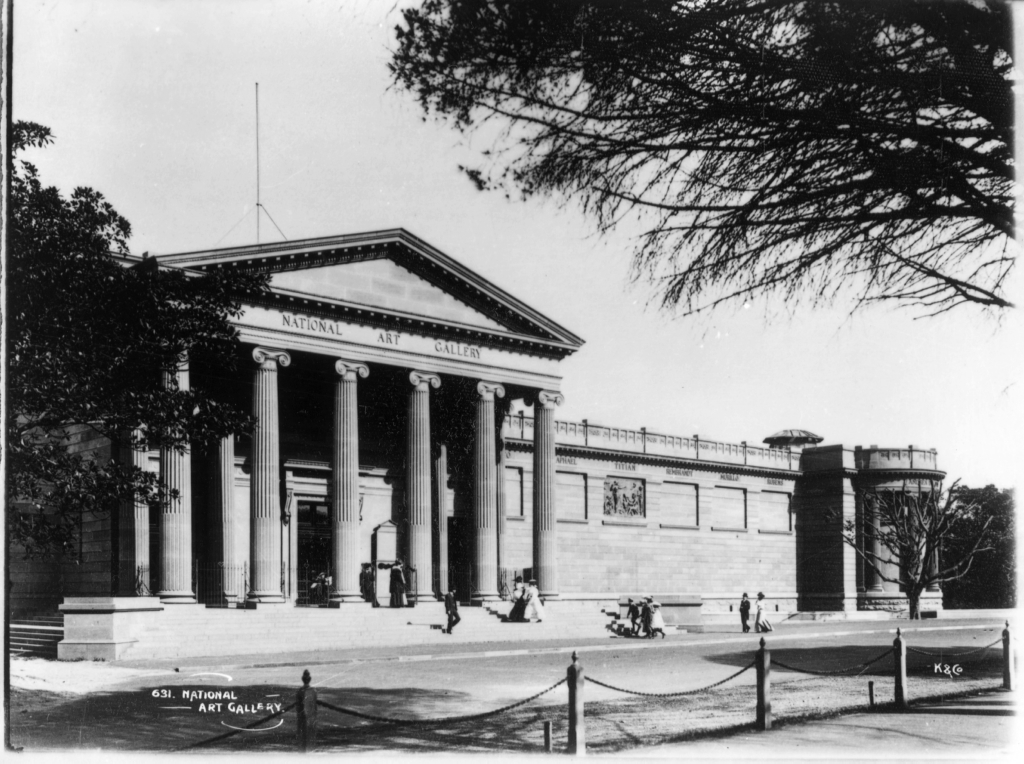
Здание галереи, ок. 1900 года

Разрушение Garden Palace в результате пожара в 1882 году вызвало у правительства необходимость обеспечить новое постоянное место для национальной коллекции. В 1883 году попечители галереи наняли частного архитектора Джона Ханта для создания проекта нового музея. В этом же году изменилось название галереи на Национальная художественная галерея Нового Южного Уэльса, и она была включена в The Library and Art Gallery Act в 1899 году. В 1895 году новому архитектору Уолтеру Вернону было поручено разработать проект новой галереи, первые два помещения которой были открыты в 1897 году и ещё два следующих — в 1899 году. В 1901 году к ним была добавлена галерея акварельной живописи и к 1902 году Grand Oval Lobby был завершён.
Более 300 000 человек пришли в галерею в марте и апреле 1906 года, чтобы увидеть картину Уильяма Ханта «Светоч мира» . В 1926 году конные статуи Гилберта Байеса «The Offerings of Peace and The Offerings of War» были установлены перед главным фасадом здания галереи. В 1958 году в закон Art Gallery of New South Wales Act были внесены изменения, галерея вновь стала называться — Художественная галерея Нового Южного Уэльса.
В 1969 году, чтобы отпраздновать двухсотлетие высадки капитана Джеймса Кука в Ботани-Бэй, в музее началось строительство крыла капитана Кука, которое открылось в мае 1972 года. В 1976 году в Художественной галерее Нового Южного Уэльса впервые прошла Сиднейская биеннале. В 1977 году в галерее прошла большая выставка недавних археологических находок Народной Республики Китая. В 1994 году в музее была открыта галерея Yiribana Gallery, посвященная искусству австралийских аборигенов.
10 июня 2007 года из галереи была украдена работа Франца ван Мириса XVII века — A Cavalier (Self Portrait), которая была подарена Джоном Фэйрфаксом и оценена в более чем 1 миллион австралийских долларов. В 2008 году галерея приобрела картину Поля Сезанна «Bords de la Marne» (1888 год) за 16,2 млн австралийских долларов, что стало наибольшей суммой, выплаченной галереей при покупке произведения искусства. В том же году правительство штата Новый Южный Уэльс объявило о выделении гранта в размере 25,7 млн долларов США для строительства хранилища за пределами галереи. В этом же 2008 году семья Джона Калдора объявила о передаче в дар музею коллекции, оцениваемой более 35 млн австралийских долларов и включающей около 260 работ, представляющих современное международное искусство. В 2011 году была открыта галерея семьи Джона Калдора. В 2012 году Кеннет Рид (Kenneth Reed) объявил о намерении завещать музею свою личную коллекцию из 200 экземпляров редкого и ценного европейского фарфора XVIII века стоимостью 5,4 миллиона австралийских долларов.

## Коллекция
В 1871 году коллекция Художественной галереи Нового Южного Уэльса началась с приобретения обществом Art Society некоторых крупных работ из Европы, в числе которых была картина «Chaucer at the Court of Edward III» Форда Брауна. Позже были приобретены работы австралийских художников: первой купленной работой стала картина «Apsley Falls» Конрада Мартенса, купленная по заказу попечителей за 50 фунтов из первого гранта правительства в 500 фунтов стерлингов; затем были приобретены «Fire’s On» Стритона, «The Golden Fleece» Робертса и «On the Wallaby Track» («На тропе валлаби») Маккаббина (все трое — представители Гейдельбергской школы).
С 2014 году коллекция художественной галереи подразделяется на:
- Искусство аборигенов и жителей островов Торресова пролива
- Азиатское искусство
- Австралийское искусство
- Современное искусство
- Тихоокеанское искусство
- Западное искусство
- Фотография

В галерее проводятся около 40 временных выставок ежегодно. С 1995 года под управлением Художественной галереи Нового Южного Уэльса находится студия художника Бретта Уайтли, расположенная в пригороде Сиднея Surry Hills.

## Инфраструктура
В галерее имеются:
- Кафе
- Ресторан
- Библиотека и архив
- Учебные помещения
- Магазин
- Аудитория Centenary Auditorium на 90 мест
- Театр Domain Theatre на 339 мест